# Université Francisco Marroquín
Pour les articles homonymes, voir Marroquín.
L'université Francisco Marroquín (en espagnol : Universidad Francisco Marroquín ou UFM) est une université privée et laïque de Guatemala. Elle a été fondée par Manuel Ayau le 15 janvier 1972 en honneur du premier évêque du Guatemala, Francisco Marroquín, fondateur du Collège Universitaire de Saint Thomas en 1562, qui est à l'origine de l'université de San Carlos.
Elle comptait 125 étudiants lors de sa création et accueille désormais près de 3 000 étudiants.
Considéré comme un « foyer du néolibéralisme guatémaltèque », son campus comprend une place Adam-Smith, une bibliothèque Ludwig-von-Mises, une salle Carl-Menger, des auditoriums Friedrich-Hayek et Milton-Friedman, tandis qu'un relief rend hommage à Ayn Rand.
Bénéficiant d’importants relais dans la presse et le monde politique, l'université a depuis sa fondation fourni au pays une bonne part de ses élites.